# Rignano Flaminio
Rignano Flaminio est une commune italienne de la ville métropolitaine de Rome Capitale, dans la région Latium.

## Administration
| Période                                  | Période | Identité | Étiquette | Qualité |
| ---------------------------------------- | ------- | -------- | --------- | ------- |
|                                          |         |          |           |         |
| Les données manquantes sont à compléter. |         |          |           |         |

### Hameaux
Montelarco.

### Communes limitrophes
Calcata, Capena, Civitella San Paolo, Faleria, Magliano Romano, Morlupo, Sant'Oreste.